# پتریک وولکردینگ
پتریک ولکردینگ بنیانگذار و توسعه دهندهٔ قدیمی‌ترین توزیع آزاد و متن‌باز زندهٔ لینوکس، اسلکور است.
آقای ولکردینگ دارای مدرک آکادمیک کارشناسی کامپیوتر از دانشگاه ایالتی مینوسوتا می‌باشد. او فعالیتی لینوکسی خود را در حین تحصیلات با اماده‌سازی اسلکور برای استاد خود آغاز کرده‌است.
وی با انتشار بالغ بر ۳۵ ویرایش لینوکس اسلکور در طی ۲۱ سال قدیمی‌ترین توسعه دهندهٔ فعال توزیع‌های لینوکس به حساب می‌آید. وی تنها یکبار، در اواخر سال ۲۰۰۴ میلادی به دلیل بیماری و بستری شدن در بیمارستان توسعه اسلکور را متوقف کرد.
آقای ولکردینگ برخلاف دیگر شخصیت‌های لینوکس مشهور به شرکت در بحث‌های گروهای خبری و بعضاً کانالهای آی‌آرسی است. از دیگر تفاوت‌های مشهور وی نسبت به دیگر توسعه دهندگان توزیع‌های لینوکس در آماده‌سازی بسته‌ها پیش از هرگونه انتشار، توسط اوست. پتریک همچنین تصمیم گیرنده نهایی زمان و نحوه انتشار لینوکس اسلکور می‌باشد.
آقای ولکردینگ در سال ۲۰۱۴ جایزه متن‌باز آوریلی را دریافت کرد.